# Fuettererite
La fuettererite (simbolo IMA: Fue) è un minerale della famiglia degli "ossidi e idrossidi" con composizione chimica Pb3Cu2+6Te6+O6(OH)7Cl5.

## Etimologia e storia
La fuettererite prende il nome da Otto Fuetterer che era in gran parte responsabile dello sviluppo delle concessioni minerarie su Otto Mountain, la località tipo, montagna che tra l'altro prende anch'essa il nome da Fuetterer.

## Classificazione
La fuettererite è stata approvata dall'Associazione Mineralogica Internazionale (IMA) come specie minerale a sé nel 2012, quindi non è elencata nella nona edizione della sistematica dei minerali di Strunz, aggiornata dall'IMA fino al 2009; compare però nell'edizione successiva, proseguita dal database "mindat.org" e chiamata Classificazione Strunz-mindat, dove la fuettererite è elencata nella classe "4. Ossidi (idrossidi, V[5,6] vanadati, arseniti, antimoniti, bismutiti, solfiti, seleniti, telluriti, iodati)" e nella sottoclasse "4.F Idrossidi (senza V od U)"; questa viene ulteriormente suddivisa in base alla presenza di ioni ossidrile e/o di acqua cristallina, in modo da trovare il minerale nella sezione "4.FE Idrossidi con OH, senza H2O; strati di ottaedri che condividono uno spigolo" dove è l'unico membro del sistema nº 4.FE.50.
Nella Sistematica dei lapis (Lapis-Systematik) di Stefan Weiß la fuettererite si trova nella classe degli "ossidi" e nella sottoclasse dei "solfiti, seleniti, telluriti"; qui la fuettererite è nella sezione "tellurati con gruppi [Te6+O6]6- e strutture correlate" dove forma il sistema nº IV/K.15 insieme ad agaite, andychristyite, backite, bairdite, brumadoite, cesbronite, cuzticite, dagenaisite, eckhardite, frankhawthorneite, jensenite, khinite, kuranakhite, leisingite, markcooperite, mcalpineite, mojaveite, montanite, ottoite, paratimroseite, raisaite, timroseite, utahite, xocolatlite, xocomecatlite e yafsoanite.

## Abito cristallino
La fuettererite cristallizza nel sistema trigonale con il gruppo spaziale R3 (gruppo nº 148) con i parametri reticolari a = 8,4035(12) Å e c = 44,681(4) Å, oltre a 6 unità di formula per cella unitaria.

## Origine e giacitura
La fuettererite si forma come minerale secondario formato dall'ossidazione parziale di tellururi, calcopirite e galena nelle vene di quarzo; qui è in paragenesi con clorargirite ricca di bromo, iodargirite, telluroperite, paratacamite, anglesite, anatacamite, atacamite, calcopirite, galena, goethite, ematite, muscovite, fosfoedifane, timroseite, wulfenite.
La fuettererite è un minerale molto raro ed è stato trovato solo nella sua località tipo, la Otto Mountain, nel distretto minerario "Silver Lake" nella contea di San Bernardino (California, Stati Uniti).